# Hernán Cortés (Badajoz)
Hernán Cortés es una entidad local menor del municipio español de Don Benito, perteneciente a la provincia de Badajoz (comunidad autónoma de Extremadura). Se construyó en el siglo XX, a través del Instituto Nacional de Colonización, a raíz del Plan Badajoz.

## Situación
Se sitúa junto a la carretera N-430, entre Santa Amalia y el cruce con la autovía EX-A2. Pertenece a la comarca de Vegas Altas y al Partido judicial de Don Benito.

## Patrimonio
Iglesia parroquial Católica de Santa María de Guadalupe, en la archidiócesis de Mérida-Badajoz, diócesis de Plasencia, arciprestazgo de Don Benito.

## Fiestas
- Romería de San Isidro: 15 de mayo.
- Fiestas en honor a la Virgen de Guadalupe: del 7 al 10 de septiembre.

## Población
En el año 2000 disponía de una población de 943 habitantes, la cual bajó en el año 2009 en el cual tenía 896 habitantes.
Pero con la construcción de nuevas viviendas, en 2022, tuviera 945 habitantes. En el INE de 2023 se registraron 952 habitantes.